# Settimo Torinese
Settimo Torinese (Ël Seto in piemontese) è un comune italiano di 45 563 abitanti della città metropolitana di Torino, in Piemonte, conurbato nell'area metropolitana torinese.

## Geografia fisica
La città di Settimo Torinese sorge sulla pianura a nord-est di Torino, ed è bagnata dalle acque del Po nella sua parte sud-orientale.
Il suo territorio ha subito grandi cambiamenti, mutando da un borgo principalmente agricolo ad una grande città di quasi cinquantamila abitanti, nel periodo di tempo degli ultimi 40-50 anni, grazie alla grande affluenza di immigrati provenienti prima dal Veneto e quindi da altre regioni del sud Italia.

## Storia
L'origine è sicuramente romana anche perché oltre al nome era posta lungo un tracciato romano, cioè Torino-Pavia-Piacenza. Nel Villaggio Fiat fu rinvenuta un'iscrizione votiva intestata a Giove Ottimo Massimo, iscrizione che ricorda "D.O.M. - A Dio Ottimo Massimo" che sta sul frontale di quasi tutte le chiese cattoliche. In epoca romana il territorio di Settimo Torinese era attraversato da un'importante strada romana, la via Gallica.
La posizione di Settimo posta tra Torino e Milano ha sempre fatto gola ai potenti del passato. Pertanto la Città è sempre stata al centro di contese: infinite quelle tra i marchesi del Monferrato e i Savoia che alla fine la spuntarono nel 1435. Gli ultimi feudatari furono i marchesi Falletti di Barolo, conti di Settimo alla fine del XVIII secolo.
Settimo è un grosso centro industriale nella cintura NE di Torino, risultato di un cammino iniziato sul finire del XVII secolo con il rinnovamento dell'agricoltura seguito dall'inizio del processo di industrializzazione all'alba dell'unità d'Italia. 
Il 1° gennaio 1885 il comune di Settimo Torinese fu distaccato dal mandamento di Caselle e aggregato a quello di Volpiano.
Scrivendo di Settimo Torinese non si può non ricordare don Luigi Paviolo, parroco di San Pietro in Vincoli. Il parroco si adoperò senza sosta nella protezione, dall'8 settembre alla Liberazione, di quanti erano ricercati dai nazisti.
Vicino alla cascina Pramolle, sotto il cavalcavia dell'autostrada MI-TO che attraversava perpendicolarmente l'autostrada in corrispondenza di via Leini, l'8 agosto del 1944 furono impiccati dai tedeschi sei giovani partigiani. Il cavalcavia che oggi porta il nome "8 agosto 1944", in memoria dell'episodio, è recente ed è legato alla costruzione della linea TAV Torino-Milano, che nel tratto corre di fianco all'autostrada.
Nel 1957 la frazione di Mezzi Po, appartenente al comune di Gassino Torinese fino a quel momento, passò su propria richiesta sotto l'amministrazione di Settimo.
Il 28 settembre dell'anno successivo il presidente Giovanni Gronchi concesse a Settimo Torinese il titolo di Città. 
Il 28 settembre 2008 è stato celebrato il cinquantesimo anniversario di "Settimo Città".

## Monumenti e luoghi d'interesse

### Chiesa di San Pietro in Vincoli
La chiesa di San Pietro in Vincoli, parrocchiale dal XVII secolo, venne ampliata nel 1810, mentre la facciata fu rimaneggiata sul finire dell'Ottocento.

### Torre di Settimo

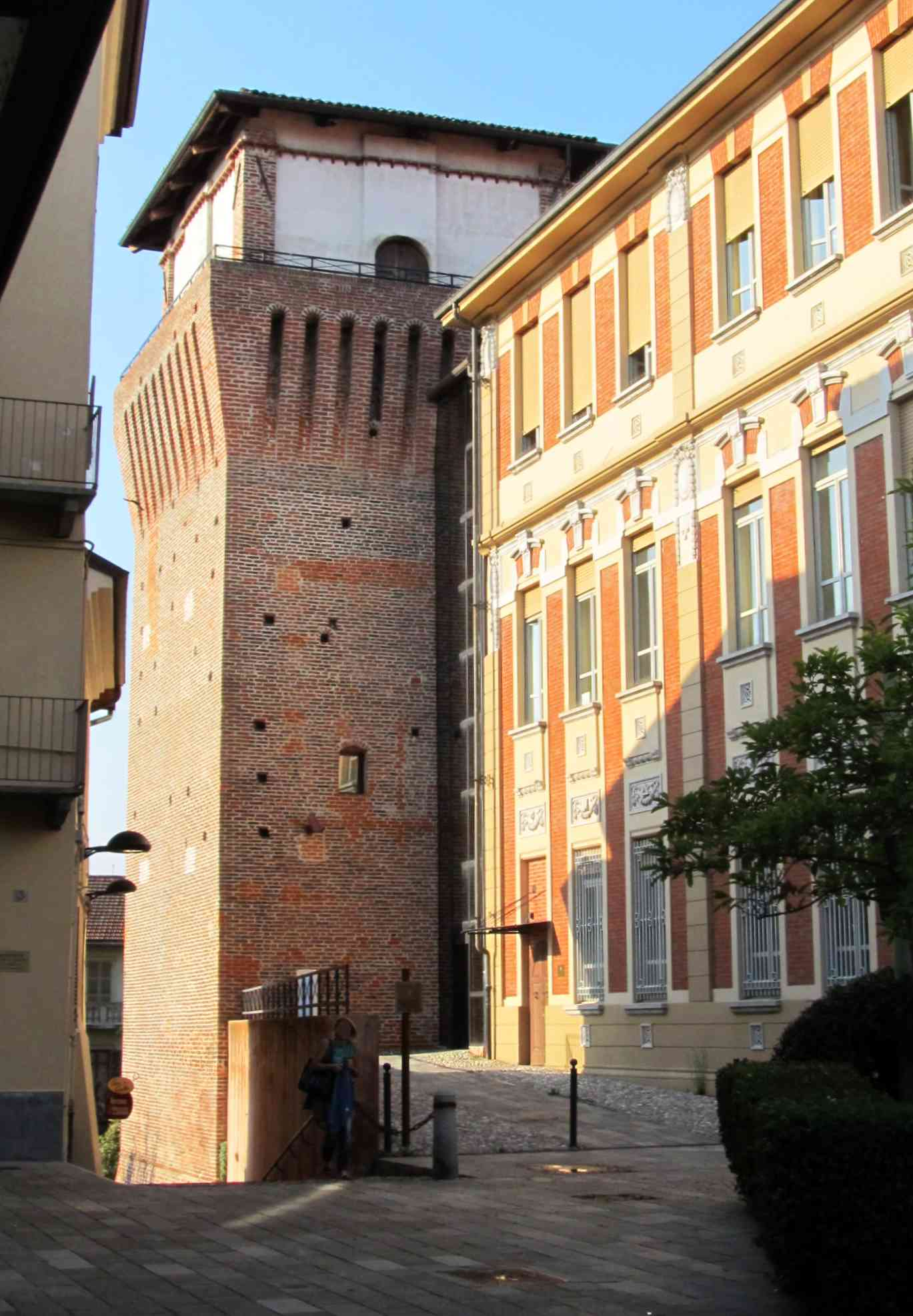
La torre

La torre è l'ultimo elemento superstite dell'antico castello signorile, gravemente danneggiato e forse distrutto durante le guerre franco-asburgiche del sedicesimo secolo.

### Aree naturali
La città di Settimo Torinese è inserita nel Parco Fluviale del Po (Tratto Torinese) e fa parte del progetto Tangenziale Verde insieme ai comuni di Borgaro e Torino.
Negli ultimi venticinque anni il Comune di Settimo ha attrezzato ed inaugurato ben tre grandi aree verdi nella zona ovest della città, adiacenti tra loro lungo via Raffaello e via San Mauro:
- Parco Sandro Pertini di 17100 m².
- Parco Alcide De Gasperi di 23470 m².
- Parco Enrico Berlinguer di 14000 m²., inaugurato nel 2016

collegati da pista ciclabile con San Mauro Torinese da un lato e Castiglione Torinese dall'altro.

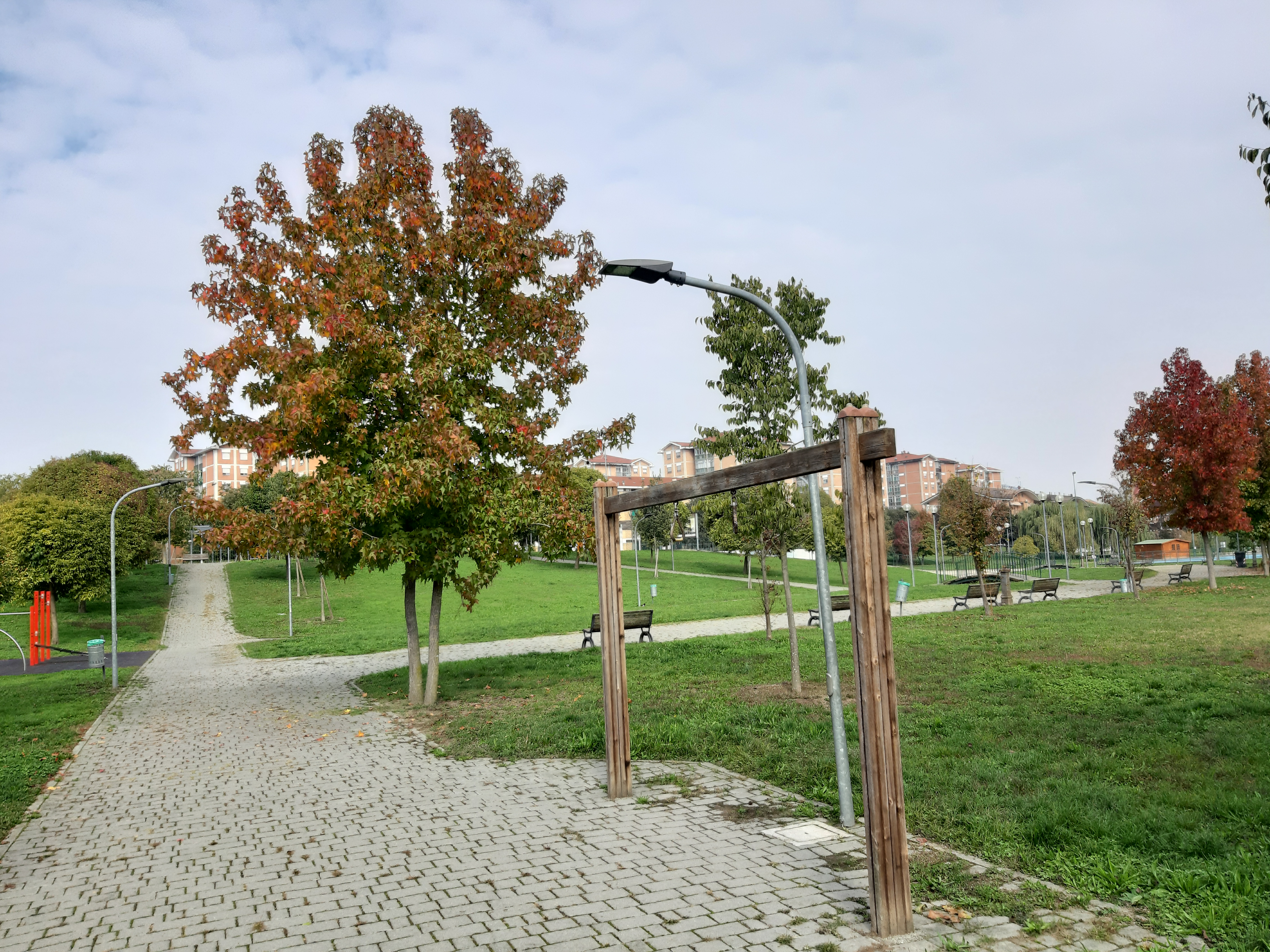
Veduta Parco Alcide De Gasperi

### Ecomuseo del Freidano
Nel 2001, dopo lunghi restauri iniziati nel 1997, è stato aperto un Ecomuseo all'interno dell'area del Mulino denominato Freidano, collocato sul Rio omonimo, costituendo un nuovo luogo di attrazione aperto al pubblico su una pregressa architettura industriale.
Sito web dell'ecomuseo: 

### Museo della chimica (MU-CH)
Dal 2022 a Settimo è presente il MU-CH, Museo della Chimica, che sorge negli spazi dell’ex fabbrica di vernici SIVA, in cui Primo Levi operò come chimico dal 1947 al 1975. Si tratta di un Museo interattivo ad alto contenuto esperienziale dedicato alla Chimica e alle STEAM (Science, Technology, Engineering, Art, Mathematics). Il fulcro attorno al quale ruota il progetto museale è la divulgazione scientifica mirata ai più giovani tramite attività per le scuole ed un percorso di visita adatto ad ogni fascia d’età. Non mancano però, ad arricchire il percorso di visita, sezioni e attività per adulti e famiglie.
Il museo si trova in via Leinì 84 ed è aperto sabato, domenica e festivi dalle 10 alle 19 (ultimo ingresso 17:30). Ingresso riservato a scuole, gruppi e associazioni solo su prenotazione dal lunedì al venerdì, dalle 9 alle 19 (ultimo ingresso 17:30). Il museo è chiuso il 24 e 25 dicembre, il 31 dicembre e il 15 agosto.
Sito web del museo: 

### La Suoneria
La Suoneria (anche nota come "Casa della musica") è uno spazio dedicato a eventi, attività culturali e altre iniziative principalmente legate al mondo della musica gestito dalla società ATI Dandelion a partire dal 2021. Oltre ad avere una sala concerti, all'interno della struttura è possibile trovare studi di registrazione e sale prova, nonché aule multimediali usate nell'ambito dei corsi offerti in loco. Inoltre, a partire dal 2012, la Suoneria è anche sede del teatro civico Garybaldi.
Sito web della struttura: 

## Società

### Evoluzione demografica
Il Comune di Settimo Torinese ha conosciuto una forte crescita di popolazione dal 1961 al 1971, con un incremento del 133% dei residenti, a causa dell'immigrazione interna proveniente soprattutto dal Veneto e dal meridione, raggiungendo la punta massima di 47 000 abitanti nel 2002.

Negli ultimi dieci anni, a partire dal 2011, vi è stata una lieve flessione dei residenti pari al 2,5 %.

Agli inizi del 2025 la popolazione residente supera di poco i 45 000 abitanti.
Abitanti censiti

### Etnie e minoranze straniere
Al 31 dicembre 2023, la popolazione straniera è di 3 077 abitanti, pari al 6,43% della popolazione.

### Tradizioni e folclore

#### Fiere
Le fiere tradizionali che si svolgono a Settimo, una in primavera e l'altra in autunno, hanno avuto origine nel 1848 quando il Re Carlo Alberto di Savoia-Carignano autorizzò il Comune a organizzarle, ma soltanto nel 1853 esse divennero una realtà consolidata. Oggi rappresentano degli appuntamenti di notevole interesse, non solo per la popolazione settimese, ma anche per un folto pubblico di visitatori.
Durante il terzo fine settimana del mese di novembre si svolge a Settimo la tradizionale Fera dji Còj ("Fiera dei Cavoli"), dedicata a uno dei prodotti tipici locali, il cavolo. Settimo può infatti vantare una produzione rilevante di questo ortaggio, avendo al suo attivo una varietà considerata tra le migliori attualmente sul mercato. Vengono riproposte diverse iniziative legate al "cavolo", con mostre, rassegne orto-floro-frutticole, zootecniche, delle macchine agricole, dell'artigianato e dell'hobbistica, con concorsi gastronomici, cene e iniziative varie. Legate a questa ricorrenza sono anche due figure tipiche: il "re dij Coj" (re dei cavoli) e la "regin-a dle verze" (regina delle verze).
Nel terzo fine settimana di maggio si svolge la Fera dl'Arlev. Un appuntamento primaverile, riscoperto proprio nel 2001 dopo una pausa di diversi anni. Il significato della Fiera si trova nel nome stesso: Fera dl'Arlev, ovvero in piemontese "Fiera del risveglio". Nel passato, infatti, chiunque poteva partecipare vendendo o scambiando diversi prodotti. Proprio con questo spirito di recupero delle tradizioni e delle usanze tipiche settimesi è stata riproposta la Fiera che ogni anno è dedicata a temi e prodotti diversi.

## Cultura
Nel 2016 Settimo si è candidata a Capitale italiana della cultura per il 2018 e nel mese di novembre la città è stata ammessa nella lista ristretta delle dieci candidature che si sono contese il titolo, pur non risultando alla fine vincitrice.

### Cinema
Settimo Torinese è stata protagonista di un film documentario di Gabriele Vacis dal titolo "Uno scampolo di Paradiso", prodotto da Antonia Spaliviero e Indyca, presentato al "Torino Film Festival" e vincitore di diversi premi tra cui il premio della Giuria al Festival del Cinema Italiano di Annecy.
A Settimo Torinese è stato girato il film SmoKings di Michele Fornasero, vincitore dell'edizione 2014 del Festival dei Popoli nella sezione Premio Cinemaitaliano.info.
Tra i più illustri concittadini nell’ambito del cinema troviamo Gabriel Garko, famoso attore.

### Biblioteca

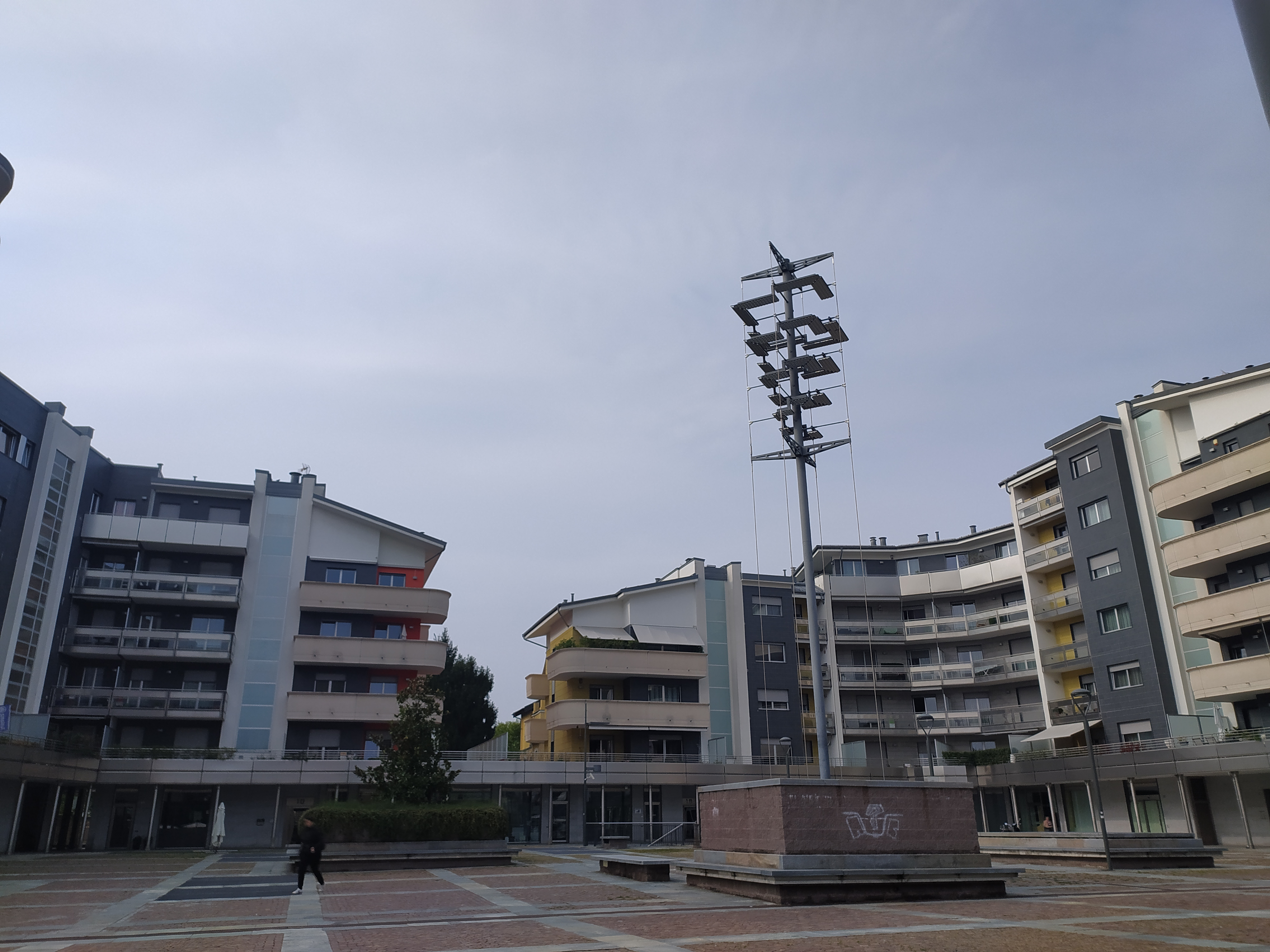
Veduta nuova Piazza Campidoglio

A Settimo Torinese è presente la biblioteca "Archimede", così chiamata per il suo focus su materie scientifiche.
Nata nel primo Novecento grazie agli sforzi del maestro elementare Cesare Gasti, nel 1963 assume il suo nome corrente e cambia sede, finendo prima nell'ex forno pubblico poi in un complesso scolastico. Avrà in seguito una sede ideata apposta dall'architetto Dario Berrino, vicino alla chiesa romanica San Pietro in Vincoli, in cui si trasferirà a partire dal 1969.
Nel 1999 la biblioteca apre una sede secondaria in Piazza della Libertà, con scopo multimediale, che nel 2004 (assieme alla sede principale) entra a far parte dello SBAM.
La biblioteca diventa Polo d'area nord-est. Fra il 2005 e il 2008 la biblioteca ha aperto altre tre sedi decentralizzate, che dal 27 novembre 2010 sono state riunite assieme alla sede principale e alla biblioteca multimediale nella nuova sede di Piazza Campidoglio, al posto dell'ampio spazio occupato in passato dalla fabbrica di vernici Paramatti.
Oggi la biblioteca continua a espandere le sue attività in ambito scientifico, fra cui corsi di programmazione e robotica e aree riservate a giochi da tavolo e videogiochi.

### Festival dell'Innovazione e della Scienza
Dal 2013 a Settimo Torinese, nel mese di ottobre, si svolge il Festival dell'innovazione e della scienza, una manifestazione che propone laboratori, incontri, tavole rotonde, mostre e installazioni per approfondire e divulgare temi scientifici.
Ogni edizione del Festival dell'Innovazione e della Scienza è legata ad un tema specifico che riguarda una disciplina scientifica o umanistica che si lega al mondo delle scienze, di cui vengono raccontati i risvolti innovativi nell'ambito di ricerca, del lavoro e delle notizie di attualità. 
| anno | date                     | edizione numero | titolo dell'edizione                      | tema                                    |
| ---- | ------------------------ | --------------- | ----------------------------------------- | --------------------------------------- |
| 2013 | 28 ottobre - 10 novembre | 1               | Festival dell'Innovazione e della Scienza | edizione pilota - Innovazione e Scienza |
| 2014 | 13 ottobre - 19 ottobre  | 2               | Tutto lo spazio che c'è                   | Spazio                                  |
| 2015 | 19 ottobre - 25 ottobre  | 3               | Luce alle idee                            | Luce                                    |
| 2016 | 15 ottobre - 23 ottobre  | 4               | Noi Robot                                 | Robotica                                |
| 2017 | 15 ottobre - 22 ottobre  | 5               | Ora di Chimica                            | Chimica                                 |
| 2018 | 14 ottobre - 21 ottobre  | 6               | Pensa alla salute                         | Salute                                  |
| 2019 | 12 ottobre - 19 ottobre  | 7               | Tempo al tempo                            | Tempo                                   |
| 2020 | 10 ottobre - 17 ottobre  | 8               | Stranamente                               | Cervello                                |
| 2021 | 9 ottobre - 16 ottobre   | 9               | Ci vuole il fisico                        | Fisica                                  |
| 2022 | 9 ottobre - 16 ottobre   | 10              | N01                                       | Digitale                                |
| 2023 | 8 ottobre - 15 ottobre   | 11              | Contatti - Linguaggi che uniscono         | Linguaggi                               |
| 2024 | 6 ottobre - 13 ottobre   | 12              | Frontiere - Oltre limiti e confini        | Frontiere                               |

Il Festival è realizzato dal Comune di Settimo Torinese attraverso la Fondazione Esperienze di Cultura Metropolitana, l'ente che svolge attività di promozione ed organizzazione di eventi culturali nelle strutture culturali cittadine che essa gestisce, tra cui la Biblioteca Archimede, location principale degli eventi, e l'Ecomuseo del Freidano. Contribuiscono alla sua realizzazione enti pubblici, fondazioni bancarie e sponsor privati.
A fianco degli eventi che si svolgono sul territorio di Settimo Torinese, dalla terza edizione nasce il "Festival Metropolitano" che vede l'organizzazione e lo svolgimento di eventi coordinati con i temi del Festival che si realizzano all'interno dei comuni dell'Area Metropolitana di Torino.

### Istruzione
Nel comune di Settimo Torinese ha sede un istituto d'istruzione superiore statale.
- Istituto d'istruzione superiore "Settimo Torinese"

(Istituto tecnico economico e turistico, Istituto professionale settore servizi commerciali-curvatura grafica e servizi per la sanità e l'assistenza sociale, istituto professionale manutenzione e assistenza tecnica, liceo scientifico sportivo, scienze applicate, scientifico tradizionale, liceo delle scienze umane) nato nell'anno scolastico 2024/25 dalla fusione dei precedenti 8 Marzo e Galileo Ferraris.

## Geografia antropica

### Centro

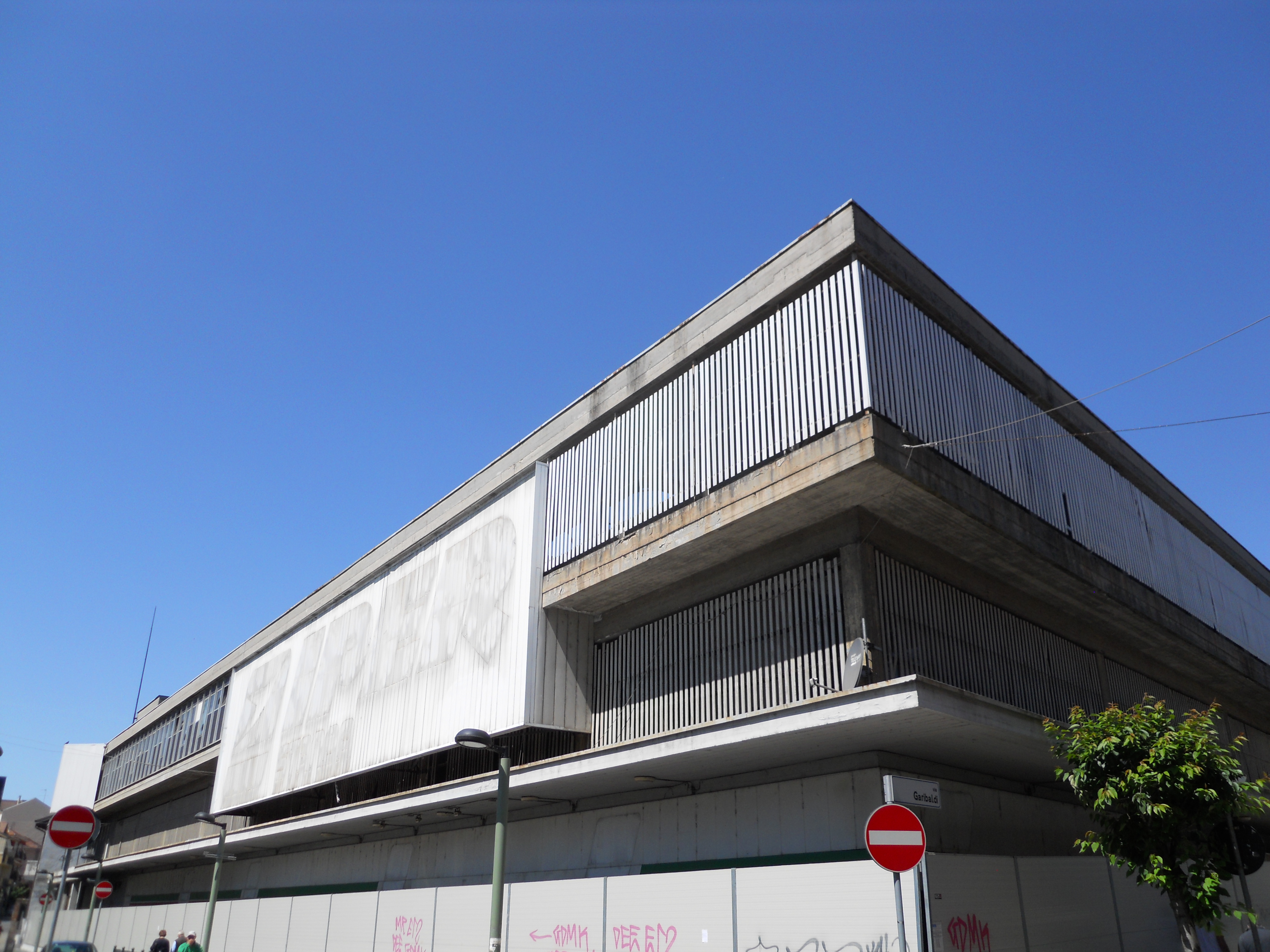
Supermercato Standa prima della demolizione del 2017

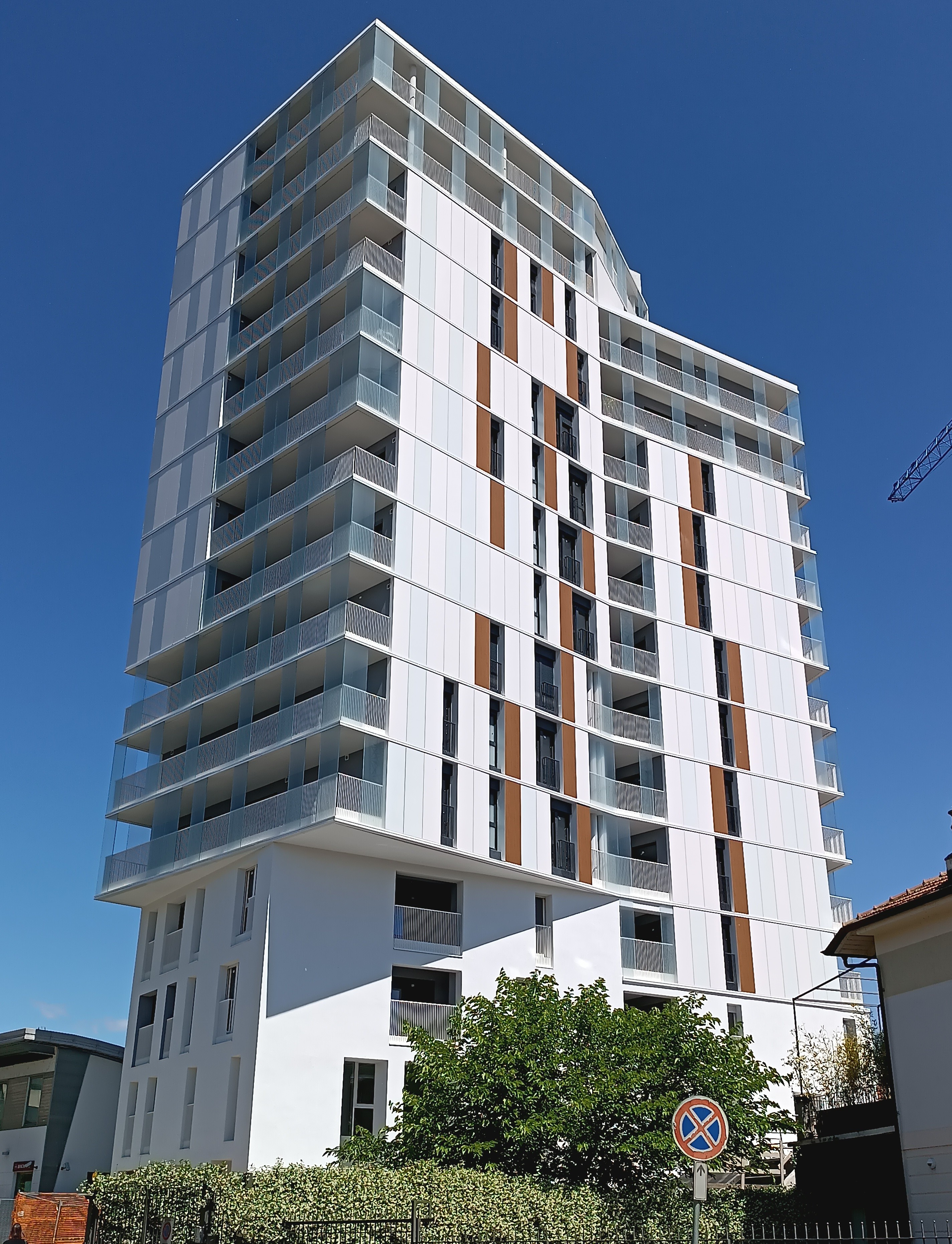
Grattacielo in Via Italia a maggio 2025

Lungo l'asse di Via Italia, già profondamente mutato nel corso degli ultimi anni ed oggetto di costruzione di una pista ciclabile e di pedonalizzazione nel suo tratto finale, è prevista la costruzione di tre torri-grattacielo sull'area dove dagli anni '60 era presente il supermercato Standa, la cui demolizione è iniziata nell'autunno 2017.
Tale progetto è stato oggetto di molte discussioni e polemiche tra i cittadini e le forze politiche, specialmente sull'impatto visivo che esso avrà, una volta realizzato, sul tessuto urbano storico del centro città e sulle sue ripercussioni sulla viabilità complessiva.

Nel maggio 2025 è stato completato solamente il primo dei tre grattacieli previsti.

### Villaggio FIAT

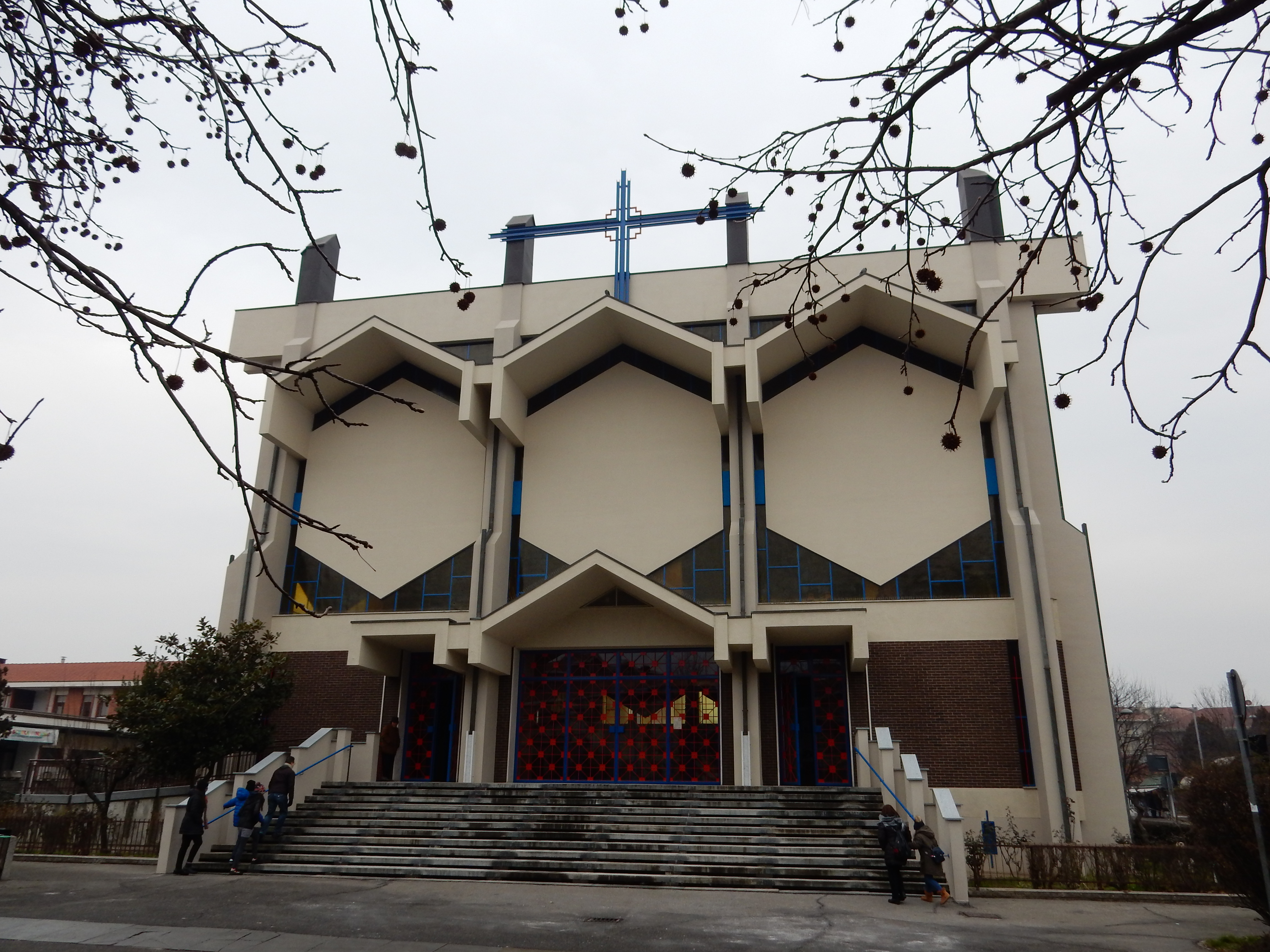
Chiesa San Giuseppe artigiano

Nell'intento di fare fronte alla forte ondata migratoria degli anni cinquanta e sessanta, nel gennaio 1962 la FIAT acquista 165000 m². di terreno tra la strada che conduce a San Mauro Torinese ed il Rio Fracasso per costruirvi abitazioni per i dipendenti del gruppo stesso.
Il progetto è redatto dall'Architetto Guido Radic e prevede, oltre alle case, le scuole, un asilo, un campo sportivo e la chiesa per il quartiere.

L'edificazione del villaggio ha luogo tra il 1962 ed il 1970 ed alla fine l'area occupata è composta da 43 edifici di quattro piani e 21 edifici di otto piani, per un totale di 1564 appartamenti, con una popolazione che raggiunge agli inizi del 1971 i 5 800 abitanti.

La chiesa del quartiere è intitolata a "San Giuseppe Artigiano", patrono dei lavoratori ed entra in funzione nel 1966, inaugurata e consacrata dal Cardinale Michele Pellegrino.
Nel corso degli anni ottanta le case verranno progressivamente vendute dal gruppo FIAT agli affittuari.

Nel 2012 il comune di Settimo ha intitolato una piazza del villaggio all'architetto Guido Radic.

### Suddivisioni storiche
Settimo Torinese è divisa in quattro quartieri:
- Borgo Nuovo, che comprende l'area nord della città ed il Villaggio Ulla
- Centro, che è il centro storico della città con la Torre civica
- S. Gallo, zona ad est della città, a cavallo dell'omonimo rio in parte interrato
- Borgo Provinciale, che comprende il Villaggio Fiat, ad occidente, che probabilmente prende il nome dall'attuale via Regio Parco che una volta era la strada provinciale per Torino

### Frazioni

#### Mezzi Po

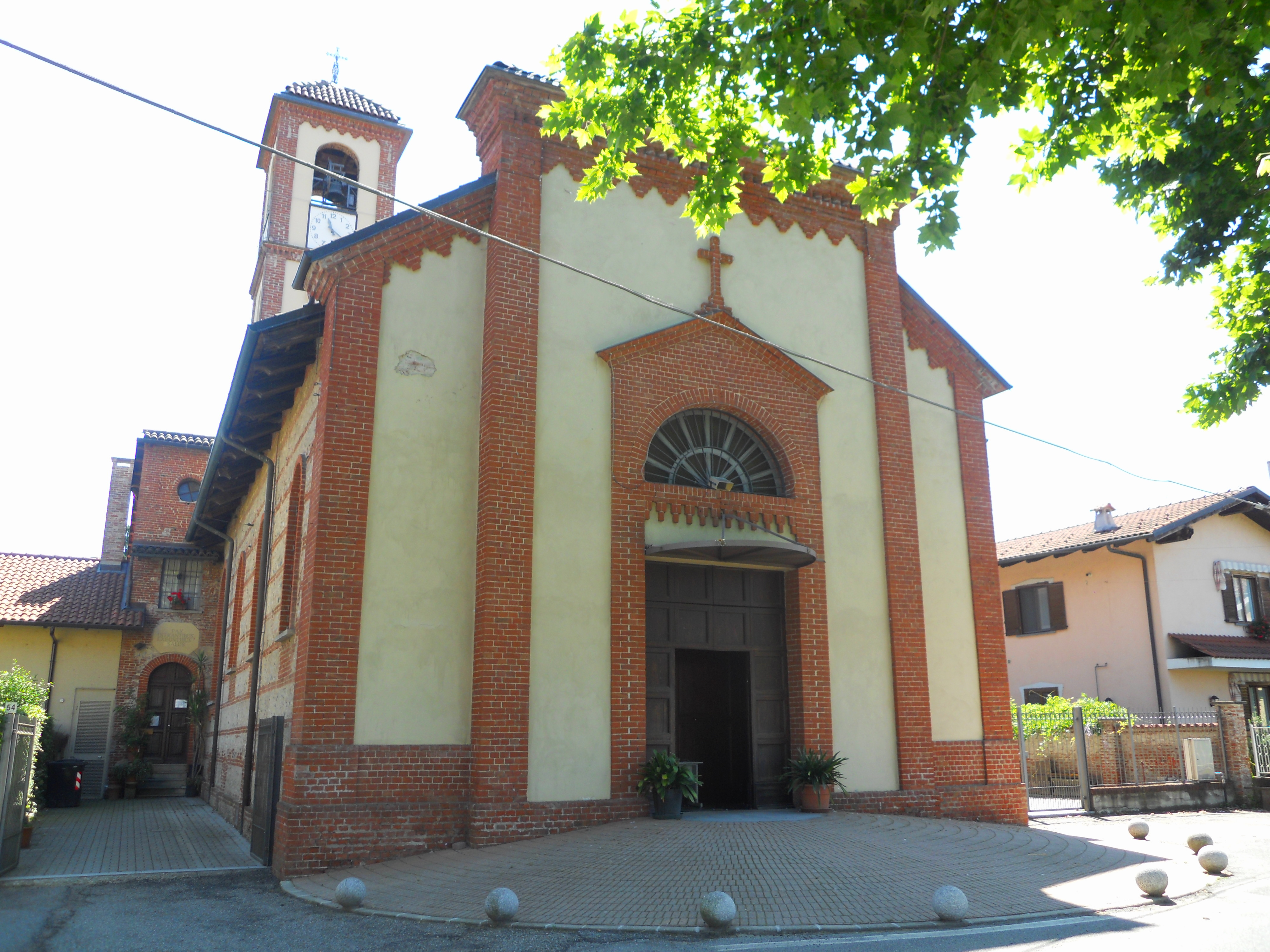
Santuario Madre Divina Provvidenza a Mezzi Po

Mezzi Po è una frazione rurale di Settimo Torinese, dalla quale dista 5,2 chilometri.
Sorge a 188 metri sul livello del mare, nelle campagne a nord-est del comune d'appartenenza.
Vi risiedono circa 400 abitanti.
Confina a sud con l'abitato di Settimo, a est con il territorio comunale di Volpiano, a nord con quel di Brandizzo e, a est, il fiume Po la cinge dividendola dai paesi di Castiglione e Gassino, in linea d'aria molto vicini.
La frazione ha fatto parte del comune di Gassino fino al 12 giugno 1957, anno in cui l'allora presidente della repubblica Giovanni Gronchi concesse a Settimo Torinese il titolo di città assegnandole, su richiesta dei mezzesi, la frazione, a causa della mancanza di collegamenti con il comune di Gassino.
Oggi, tuttavia, la recente inaugurazione della S.P. 500 "Strada Provinciale della Collina Torinese" ha finalmente messo la parola fine alla situazione di paradossale isolamento tra il vecchio capoluogo -Gassino- e l'antica frazione. Il nuovo raccordo che si sviluppa dall'intersezione con la SP 40 di San Giusto all'incrocio con la SP 590 della Valle Cerrina, permette di collegare, per una lunghezza complessiva di km. 7,550 l'area di Gassino con quella di Volpiano, passando quindi per Mezzi Po, raccordandosi con la strada provinciale 11 Torino-Chivasso e con le autostrade A5 per Aosta e A4 per Milano.

#### Villaggio Olimpia

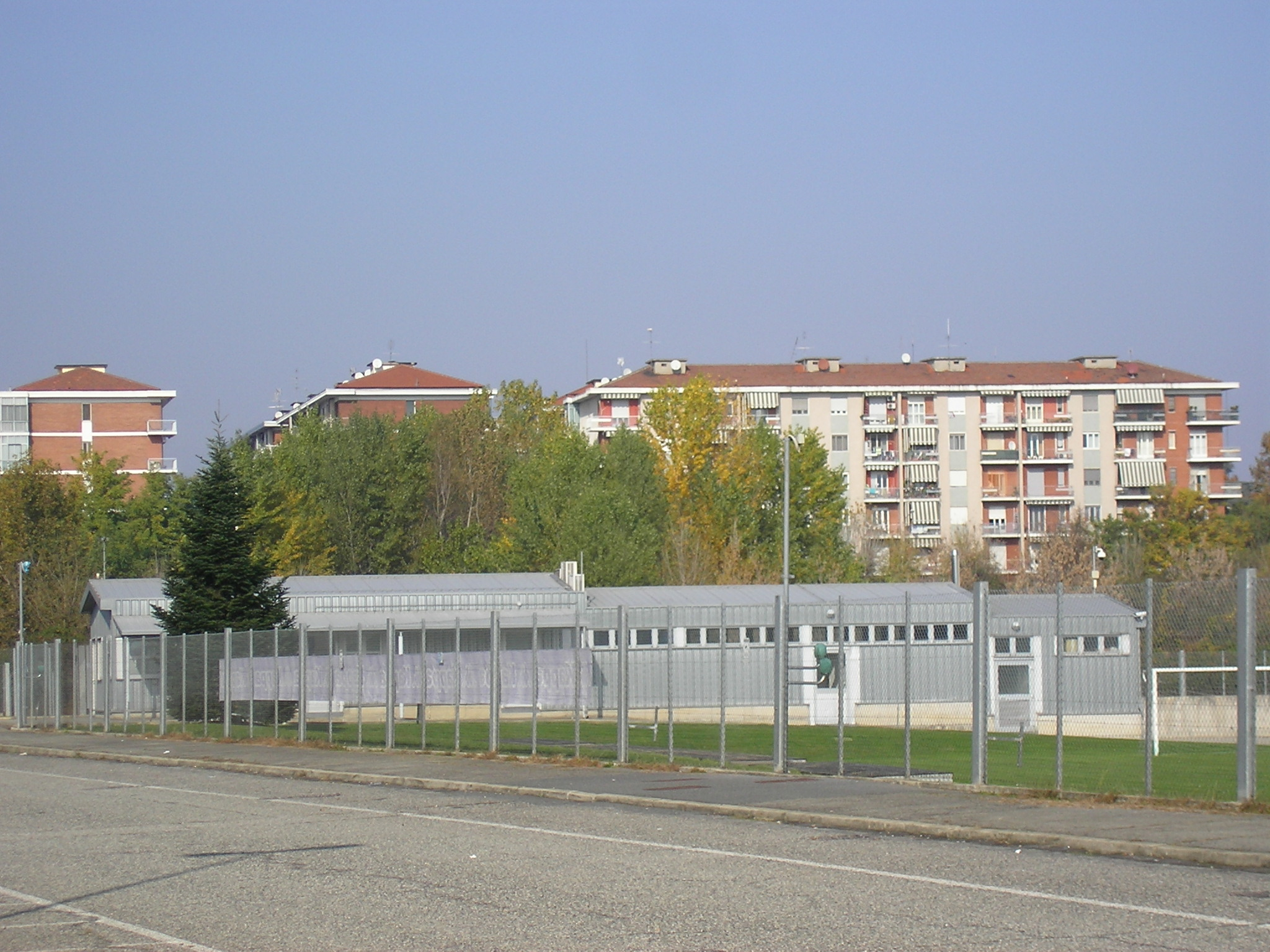
Villaggio Olimpia

Villaggio Olimpia è la frazione di Settimo Torinese più vicina al comune di Torino, sull'asse di corso Romania e dista circa 3 km da Settimo: una pista ciclabile protetta unisce la frazione al capoluogo.
Attualmente, il comune sta cercando di riqualificare la zona, facendola diventare più sicura per tutti e più integrata con il capoluogo.

#### Fornacino
Fornacino è una frazione di Settimo, a circa 3 km verso nord ovest dalla città e dista 4 km dal comune di Leinì, stesso paese con cui divide l'omonimo territorio.
È infatti curioso il fatto che gli abitanti posti sul lato sinistro della via principale, ovvero via Reisera, siano leinicesi, a differenza di quelli posti sulla destra, riconosciuti come settimesi.

#### Borgata Paradiso
La Borgata Paradiso è una frazione del comune di Settimo, situata a circa metà strada tra Settimo e San Mauro Torinese (da non confondersi con l'omonima frazione di Collegno).

## Economia

### Industria
È storica e rilevante la presenza all'interno del comune di grossi insediamenti industriali dei settori più svariati, quali GFT (ex Facis), Huhtamaki (ex Monoservizio-Bibo), Lavazza, L'Oreal, Olon (ex Antibioticos), Pilkington (ex Siv), Pirelli, Universal, Rejna-Framtek, Yesmoke.
Molte aziende hanno aperto nel tempo i loro stabilimenti all'interno del territorio cittadino, entrando a far parte della storia di Settimo: basti ricordare la CEAT, la Lucchini Siderurgica, le acciaierie Ferrero, la Siva, dove è stato direttore generale di stabilimento Primo Levi, la Lecce-Pen, la Paramatti vernici, la Wilson, la Walker Pen, ed altre.
La Regione Piemonte, la Provincia di Torino, il Comune di Settimo Torinese e "Pirelli Tyre" hanno firmato un accordo quadro finalizzato alla nascita di un polo tecnologico e industriale all'avanguardia per la produzione di pneumatici vettura sul territorio della città di Settimo, dove la società del gruppo Pirelli è attualmente presente con due siti produttivi.
Il piano di rilancio industriale prevede il trasferimento delle attività produttive attualmente svolte nello stabilimento dedicato agli pneumatici vettura nello stabilimento per pneumatici autocarro. L'unificazione dei due impianti consentirà la realizzazione di un nuovo e moderno polo che si avvarrà delle più avanzate tecnologie produttive frutto della ricerca Pirelli, diventando così lo stabilimento del gruppo più all'avanguardia nel mondo.
Il polo industriale, il 19 marzo 2011, ha ricevuto la visita del Presidente della Repubblica, Giorgio Napolitano.
Settimo è chiamata la "Città della penna" poiché storicamente la produzione di penne a sfera e stilografiche è una caratteristica industriale di quest'area.

## Infrastrutture e trasporti

### Strade
- Autostrada A4 (Torino-Milano), uscita Settimo Torinese
- Autostrada A5 (Torino-Aosta), uscita casello Settimo Torinese
- Autostrada A55 (Tangenziale Nord di Torino), uscita casello Settimo Torinese
- Strada Statale 11 Padana Superiore (Torino-Chivasso-Vercelli-Novara-Milano)

### Ferrovie e tranvie
La stazione di Settimo Torinese è nodo di interscambio tra la Ferrovia Torino-Milano (gestita da RFI) e la Ferrovia Canavesana Settimo-Rivarolo-Pont Canavese (un tempo gestita da GTT, dal 2021 anch'essa in mano a RFI).
La Stazione di Settimo è servita dai treni delle linee SFM1 (Rivarolo-Chieri) e SFM2 (Pinerolo-Chivasso) del Servizio Ferroviario Metropolitano di Torino e dai treni Regionali Torino - Novara gestiti da Trenitalia.
Nei pressi della stazione si trovava il capolinea della tranvia per Torino, attiva tra il 1884 e il 1954.

### Mobilità urbana
Settimo Torinese è servita da alcune linee suburbane GTT che la collegano a Torino e specificatamente le linee 49 (Cimitero - Torino Porta Susa), SE1 e SE2 (Cimitero - Torino Stura) e dalla linea 20 che la collega al centro abitato di San Mauro e alla frazione Fornacino (Fornacino - C.C. Settimo Cielo - San Mauro - Torino Stura)
In città è presente anche un servizio urbano gestito dal Comune di Settimo Torinese, gratuito, costituito da 2 linee.

## Amministrazione

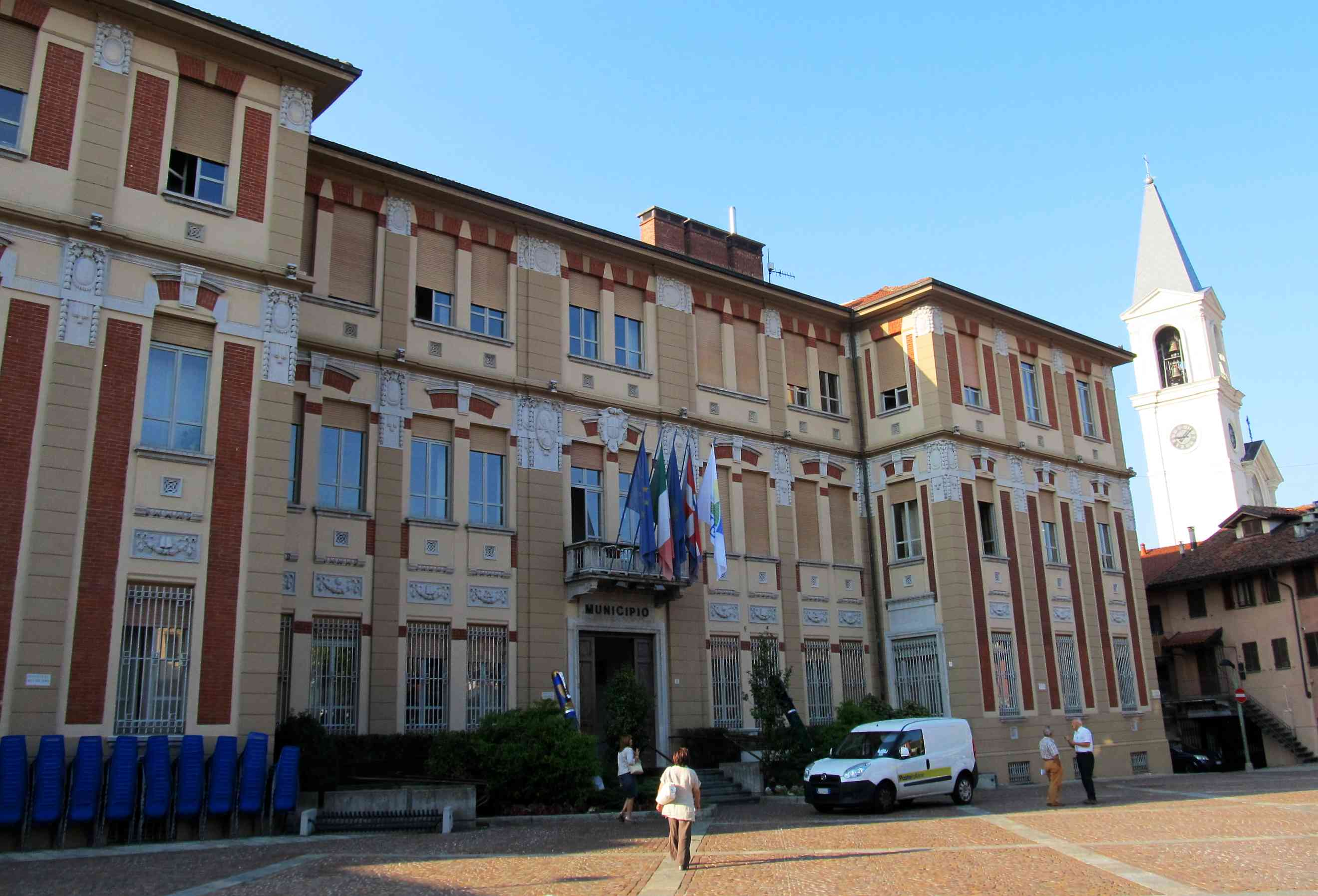
Municipio

- 1946 : sindaco PSI (Luigi Raspini), giunta PSI-PCI[31]
- 1956 : sindaco PSDI, giunta DC-PSDI
- 1960 : sindaco PSI (Ermanno Bonifetto), giunta PCI-PSI-Lista Civica
- 1965 : sindaco PSI (Ermanno Bonifetto), giunta DC-PSI-PSDI
- 1970 : sindaco PCI (Antonio De Francisco), giunta PCI-PSI
- 1975 : sindaco PCI (Tommaso Cravero), giunta PCI-PSI
- 1985 : sindaco PCI (Teobaldo Fenoglio), giunta monocolore PCI
- 1987 : sindaco PSI, (Giovanni Ossola), giunta PSI-DC-PLI-PRI

Di seguito è presentata una tabella relativa alle amministrazioni che si sono succedute in questo comune negli ultimi trent'anni :
| Periodo          | Periodo        | Primo cittadino   | Partito                                                                       | Carica  | Note   |
| ---------------- | -------------- | ----------------- | ----------------------------------------------------------------------------- | ------- | ------ |
| 15 dicembre 1987 | 18 giugno 1990 | Giovanni Ossola   | Partito Socialista Italiano                                                   | Sindaco | [ 32 ] |
| 18 giugno 1990   | 24 aprile 1995 | Giovanni Ossola   | Partito Socialista Italiano                                                   | Sindaco | [ 32 ] |
| 24 aprile 1995   | 14 giugno 1999 | Giovanni Ossola   | centro-sinistra                                                               | Sindaco | [ 32 ] |
| 14 giugno 1999   | 14 giugno 2004 | Giovanni Ossola   | centro-sinistra                                                               | Sindaco | [ 32 ] |
| 14 giugno 2004   | 8 giugno 2009  | Aldo Corgiat Loia | centro-sinistra                                                               | Sindaco | [ 32 ] |
| 8 giugno 2009    | 28 maggio 2014 | Aldo Corgiat Loia | centro-sinistra                                                               | Sindaco | [ 32 ] |
| 28 maggio 2014   | 10 giugno 2019 | Fabrizio Puppo    | PD, PSI, SEL, lista civica: insieme per settimo, moderati, centro democratico | Sindaco | [ 32 ] |
| 10 giugno 2019   | 10 giugno 2024 | Elena Piastra     | Partito Democratico                                                           | Sindaco | [ 32 ] |
| 10 giugno 2024   | in carica      | Elena Piastra     | Partito Democratico                                                           | Sindaco | [ 32 ] |

### Gemellaggi
- Valls
- Chaville
- Yangzhou
- Montalto Dora
- Cavarzere
- Montesilvano
- Ischitella
- Rionero in Vulture

## Sport
Il comune di Settimo Torinese nel 1995 ha ospitato i Campionati Europei di Softball femminili.
La città è rappresentata da due squadre di calcio: l'Associazione Calcio Dilettantistica Settimo e la A.S.D Pro Eureka che disputano entrambi il campionato di Eccellenza.
Nel Futsal Settimo è rappresentata dal U.S Borgonuovo Settimo C5 militante nel campionato di Serie C2 Piemonte e Valle d'Aosta.
Settimo è rappresentato dalla squadra femminile di pallavolo Lilliput Pallavolo che ha militato in serie A2 e dalla Pallavolo Settimo, in prima divisione.
Per quanto riguarda la pallacanestro, la A.S.D. Sea Basket Settimo Torinese milita correntemente in serie C Silver.
Nel baseball il comune è rappresentato dalla società B.C. Settimo che gareggia nel campionato di serie A nazionale FIBS.
La città di Settimo Torinese, insieme a Torino e Avigliana, ha ospitato alcune gare dei 36esimi Campionati Europei di Baseball 2021.
È presente inoltre la Società di tiro con l'arco: A.S.D. Arcieri Varian 01052.
Nel rugby la città è rappresentata dalla società ASD VIIº Rugby Torino che milita in serie A, secondo livello del campionato nazionale. Gioca le sue partite allo Stadio Comunale di via Cascina Nuova.
La città ospita la società di judo  Akiyama Settimo, prima società del judo italiano. Tra i suoi atleti annovera Fabio Basile, duecentesima medaglia dello sport olimpico italiano.
Un altro sport abbastanza praticato è l'Hit-ball che è stato ideato sul finire degli anni '70 a Settimo Torinese. La sede della Federazione Italiana Hit Ball (FIHB), che dal 1992 organizza il campionato nazionale, è stata invece fondata a Torino nei primi anni '90.

### Impianti sportivi
Nel comune si trovano tre impianti sportivi dedicati al calcio:  lo stadio Primo Levi che può ospitare circa 500 persone e casa del Settimo Calcio, lo stadio Guido Sattin che può ospitare circa 1000 persone e casa della Pro Eureka e il campo comunale Renzo Valla.